# خنجلی

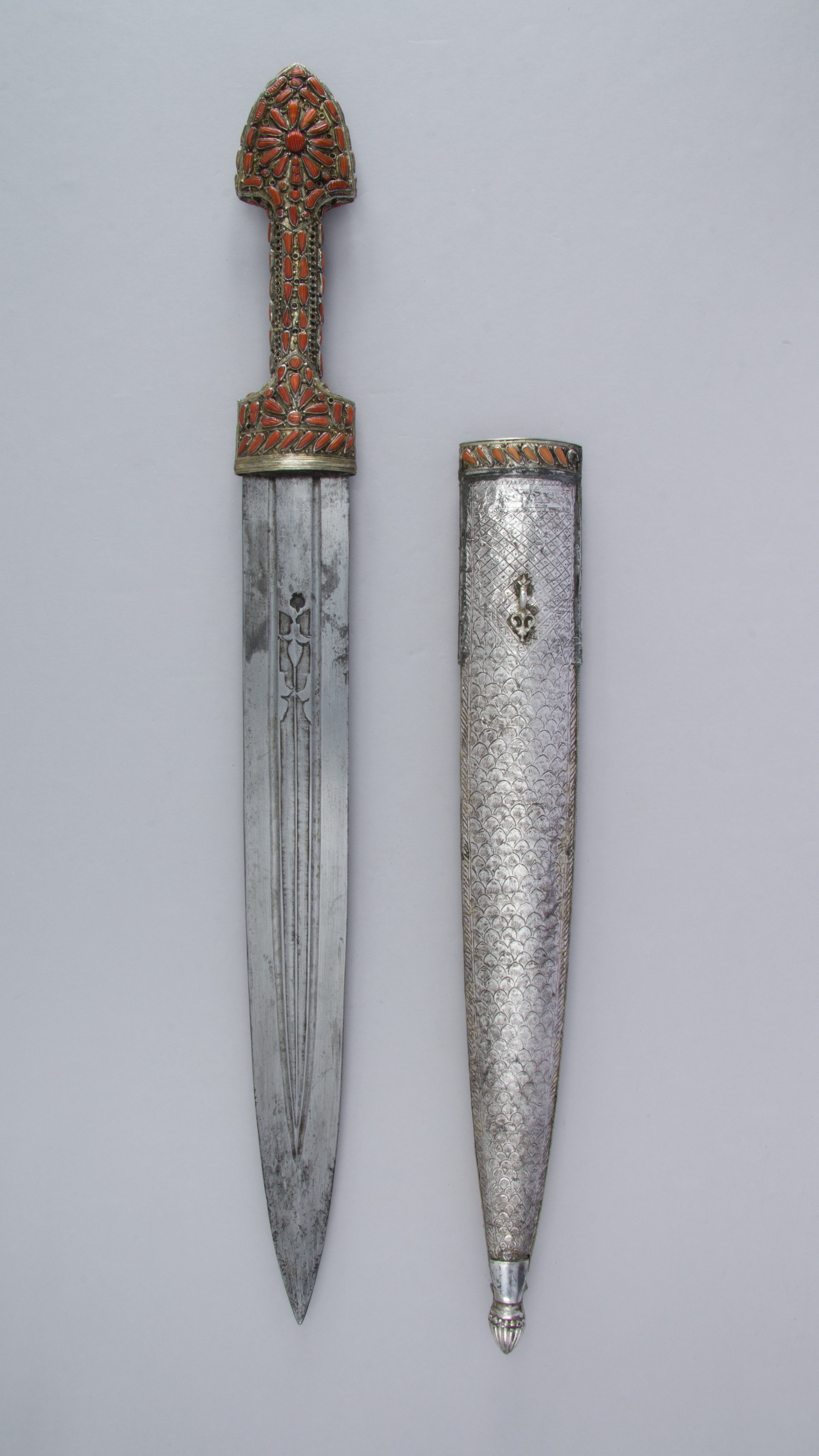
خنجلی گرجی

خنجلی یک نوع خنجر است که اغلب دارای یک شیار منفرد در هر سوی تیغه است و شباهت زیادی با قمه ایرانی دارد. شکل اسلحه شبیه شمشیر گلادیوس روم باستان، دشنه اسکاتلندی و xiphos یونان باستان است. ساکنان گرجستان و سایر نقاط قفقاز از زمان‌های قدیم از خنجلی به عنوان سلاح ثانویه استفاده می‌کردند.

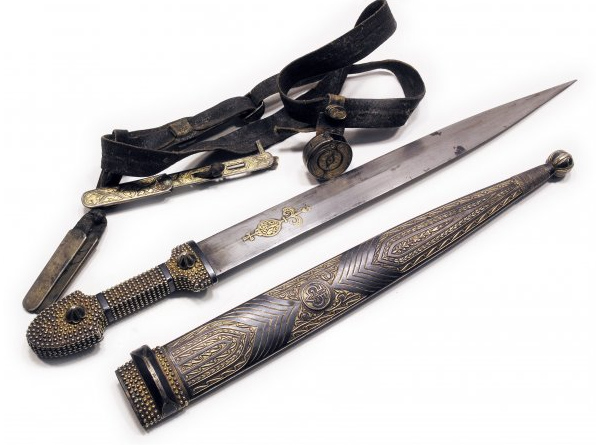
قمه چـَرکَس‌